# Danijel Milićević
Danijel Milićević (Bellinzona, 5 gennaio 1986) è un allenatore di calcio ed ex calciatore svizzero naturalizzato bosniaco, di ruolo centrocampista.

## Caratteristiche tecniche
Centrocampista offensivo è dotato di buona tecnica individuale, possiede una buona visione di gioco, inoltre è un buon tiratore di calci piazzati.

## Carriera

### Club
Inizia la carriera calcistica nella serie cadetta svizzera, con il Lugano, per poi passare allo Yverdon. Dopo essere rimasto svincolato, nel gennaio 2009 viene acquistato dai belgi dell'Eupen, dove rimane per tre stagioni. Nell'estate seguente si trasferisce allo Charleroi, dove gioca in prima divisione belga, trascorrendo tre stagioni nella compagine della città francofona.
Il 16 gennaio 2014 viene ufficializzato il suo passaggio al Gent, diventandone uno dei giocatori leader. Nel gennaio 2016 prolunga sino al giugno 2019 il suo contratto con il club belga. Il 5 gennaio 2018 il Metz annuncia l'acquisto di Milićević in prestito per sei mesi con diritto di riscatto. Il 18 giugno 2018 l'Eupen annuncia il ritorno di Milićević, che firma un contratto di due anni.

### Nazionale
Inizia a giocare con le giovanili svizzere fino a militare nell'Under-21. Nel giugno 2015 esprime il desiderio di giocare per la Bosnia ed Erzegovina. Nel giugno 2016 ottiene il consenso dalla FIFA per poter cambiare nazionalità. Nell'agosto 2016 viene convocato dal CT Mehmed Baždarević per la partita contro l'Estonia valida per le qualificazioni al Mondiale 2018, dove debutta ufficialmente il 6 settembre seguente al minuto 75º entrando al posto di Edin Višća.

## Statistiche

### Presenze e reti nei club
Statistiche aggiornate al 18 settembre 2016.
| Stagione            | Squadra          | Campionato       | Campionato | Campionato | Coppe nazionali | Coppe nazionali | Coppe nazionali | Coppe continentali | Coppe continentali | Coppe continentali | Altre coppe | Altre coppe | Altre coppe | Totale | Totale |
| Stagione            | Squadra          | Comp             | Pres       | Reti       | Comp            | Pres            | Reti            | Comp               | Pres               | Reti               | Comp        | Pres        | Reti        | Pres   | Reti   |
| ------------------- | ---------------- | ---------------- | ---------- | ---------- | --------------- | --------------- | --------------- | ------------------ | ------------------ | ------------------ | ----------- | ----------- | ----------- | ------ | ------ |
| lug.2005 - gen.2006 | Lugano           | CL               | 12         | 2          | CS              | 1               | 0               | -                  | -                  | -                  | -           | -           | -           | - 13   | 2      |
| gen.-giu. 2006      | Yverdon          | SL               | 17         | 3          | CS              | 0               | 0               | -                  | -                  | -                  | -           | -           | -           | 17     | 3      |
| 2006-2007           | Yverdon          | CL               | 24         | 2          | CS              | 3               | 3               | -                  | -                  | -                  | -           | -           | -           | 27     | 5      |
| 2007-2008           | Yverdon          | CL               | 31         | 1          | CS              | 3               | 0               | -                  | -                  | -                  | -           | -           | -           | 34     | 1      |
| Totale Yverdon      | Totale Yverdon   | Totale Yverdon   | 72         | 6          |                 | 6               | 3               |                    | -                  | -                  |             | -           | -           | 78     | 9      |
| gen.-giu. 2009      | Eupen            | TK               | 11         | 5          | CB              | 0               | 0               | -                  | -                  | -                  | -           | -           | -           | 11     | 5      |
| 2009-2010           | Eupen            | TK               | 33+5       | 8          | CB              | 0               | 0               | -                  | -                  | -                  | -           | -           | -           | 38     | 8      |
| 2010-2011           | Eupen            | D1               | 25         | 3          | CB              | 0               | 0               | -                  | -                  | -                  | -           | -           | -           | 32     | 3      |
| 2011-2012           | Charleroi        | TK               | 29         | 4          | CB              | 0               | 0               | -                  | -                  | -                  | -           | -           | -           | 29     | 4      |
| 2012-2013           | Charleroi        | D1               | 24+2       | 3          | CB              | 2               | 0               | -                  | -                  | -                  | -           | -           | -           | 28     | 3      |
| ago.2013 - gen.2014 | Charleroi        | D1               | 20         | 3          | CB              | 1               | 0               | -                  | -                  | -                  | -           | -           | -           | 21     | 3      |
| Totale Charleroi    | Totale Charleroi | Totale Charleroi | 73+2       | 10         |                 | 3               | 0               |                    | -                  | -                  |             | -           | -           | 78     | 10     |
| gen.-giu.2014       | Gent             | D1               | 5+5        | 0          | CB              | 2               | 0               | -                  | -                  | -                  | -           | -           | -           | 12     | 0      |
| 2014-2015           | Gent             | D1               | 24+9       | 9          | CB              | 4               | 1               | -                  | -                  | -                  | -           | -           | -           | 37     | 10     |
| 2015-2016           | Gent             | D1               | 24+9       | 5          | CB              | 4               | 0               | UCL                | 8                  | 3                  | SB          | 1           | 0           | 46     | 8      |
| 2016-2017           | Gent             | D1               | 23+10      | 5+1        | CB              | 3               | 0               | UEL                | 12                 | 3                  | -           | -           | -           | 48     | 9      |
| 2017-gen. 2018      | Gent             | D1               | 17         | 1          | CB              | 3               | 4               | UEL                | 2                  | 1                  | -           | -           | -           | 22     | 6      |
| Totale Gent         | Totale Gent      | Totale Gent      | 93+33      | 20+1       |                 | 16              | 5               |                    | 22                 | 7                  |             | 1           | 0           | 165    | 33     |
| gen.-giu. 2018      | Metz             | L1               | 12         | 0          | CF              | 1               | 0               | -                  | -                  | -                  | -           | -           | -           | 13     | 0      |
| 2018-2019           | Eupen            | D1               | 17+3       | 0          | CB              | 1               | 0               | -                  | -                  | -                  | -           | -           | -           | 21     | 0      |
| 2019-2020           | Eupen            | D1               | 23         | 5          | CB              | 1               | 0               | -                  | -                  | -                  | -           | -           | -           | 24     | 5      |
| Totale Eupen        | Totale Eupen     | Totale Eupen     | 109+15     | 21         |                 | 2               | 0               |                    | -                  | -                  |             | -           | -           | 126    | 21     |
| 2020-2021           | Seraing          | 1B               | 10         | 0          | CB              | 1               | 0               | -                  | -                  | -                  | -           | -           | -           | 11     | 0      |
| Totale carriera     | Totale carriera  | Totale carriera  | 421        | 60         |                 | 30              | 8               |                    | 22                 | 7                  |             | 1           | 0           | 474    | 75     |

### Statistiche da allenatore
Statistiche aggiornate all'8 maggio 2025.
| Stagione        | Squadra         | Campionato      | Campionato | Campionato | Campionato | Campionato | Coppe nazionali | Coppe nazionali | Coppe nazionali | Coppe nazionali | Coppe nazionali | Coppe continentali | Coppe continentali | Coppe continentali | Coppe continentali | Coppe continentali | Altre coppe | Altre coppe | Altre coppe | Altre coppe | Altre coppe | Totale | Totale | Totale | Totale | % Vittorie | Piazzamento |
| Stagione        | Squadra         | Comp            | G          | V          | N          | P          | Comp            | G               | V               | N               | P               | Comp               | G                  | V                  | N                  | P                  | Comp        | G           | V           | N           | P           | G      | V      | N      | P      | %          | Piazzamento |
| --------------- | --------------- | --------------- | ---------- | ---------- | ---------- | ---------- | --------------- | --------------- | --------------- | --------------- | --------------- | ------------------ | ------------------ | ------------------ | ------------------ | ------------------ | ----------- | ----------- | ----------- | ----------- | ----------- | ------ | ------ | ------ | ------ | ---------- | ----------- |
| gen.-giu. 2025  | Gent            | PL              | 8+7        | 3+1        | 4          | 1+6        | CB              | 0               | 0               | 0               | 0               | UECL               | 2                  | 1                  | 0                  | 1                  | -           | -           | -           | -           | -           | 17     | 5      | 4      | 8      | 29,41      | Sub.,       |
| Totale carriera | Totale carriera | Totale carriera | 15         | 4          | 4          | 7          |                 | 0               | 0               | 0               | 0               |                    | 2                  | 1                  | 0                  | 1                  |             | -           | -           | -           | -           | 17     | 5      | 4      | 8      | 29,41      |             |

### Cronologia presenze e reti in Nazionale
| Cronologia completa delle presenze e delle reti in nazionale ― Bosnia ed Erzegovina | Cronologia completa delle presenze e delle reti in nazionale ― Bosnia ed Erzegovina | Cronologia completa delle presenze e delle reti in nazionale ― Bosnia ed Erzegovina | Cronologia completa delle presenze e delle reti in nazionale ― Bosnia ed Erzegovina | Cronologia completa delle presenze e delle reti in nazionale ― Bosnia ed Erzegovina | Cronologia completa delle presenze e delle reti in nazionale ― Bosnia ed Erzegovina | Cronologia completa delle presenze e delle reti in nazionale ― Bosnia ed Erzegovina | Cronologia completa delle presenze e delle reti in nazionale ― Bosnia ed Erzegovina |
| Data                                                                                | Città                                                                               | In casa                                                                             | Risultato                                                                           | Ospiti                                                                              | Competizione                                                                        | Reti                                                                                | Note                                                                                |
| ----------------------------------------------------------------------------------- | ----------------------------------------------------------------------------------- | ----------------------------------------------------------------------------------- | ----------------------------------------------------------------------------------- | ----------------------------------------------------------------------------------- | ----------------------------------------------------------------------------------- | ----------------------------------------------------------------------------------- | ----------------------------------------------------------------------------------- |
| 6-9-2016                                                                            | Zenica                                                                              | Bosnia ed Erzegovina                                                                | 5 – 0                                                                               | Estonia                                                                             | Qual. Mondiali 2018                                                                 | -                                                                                   | 75’                                                                                 |
| 31-8-2017                                                                           | Nicosia                                                                             | Cipro                                                                               | 3 – 2                                                                               | Bosnia ed Erzegovina                                                                | Qual. Mondiali 2018                                                                 | -                                                                                   | 65’                                                                                 |
| 3-9-2017                                                                            | Faro                                                                                | Gibilterra                                                                          | 0 – 4                                                                               | Bosnia ed Erzegovina                                                                | Qual. Mondiali 2018                                                                 | -                                                                                   | 67’                                                                                 |
| Totale                                                                              |                                                                                     | Presenze                                                                            | 3                                                                                   |                                                                                     | Reti                                                                                | 0                                                                                   |                                                                                     |

## Palmarès

### Club

#### Competizioni nazionali
- Campionato belga: 1

Gent: 2014-2015
- Supercoppa del Belgio: 1

Gent: 2015